# Kit Carson Mountain
Kit Carson Mountain je hora v Saguache County, na jihu Colorada.
Leží 8 kilometrů východně od obce Crestone, severně od Národního parku Great Sand Dunes, v národním lese Rio Grande National Forest.

Kit Carson Mountain je součástí menšího uskupení hor nazývané horská skupina Crestone (Crestone Group), která náleží do pohoří Sangre de Cristo Mountains v jižních Skalnatých horách. S nadmořskou výškou 4 317 metrů je čtvrtým nejvyšším vrcholem Sangre de Cristo a náleží do pětadvacítky nejvyšších hor Colorada.
Je pojmenovaná podle Kita Carsona, dobrodruha Divokého západu.